# Johann Kaspar Riesbeck
Johann Kaspar Riesbeck, auch Risbeck oder ähnlich (getauft 12. Januar 1754 in Höchst am Main, Kurmainz; † 8. Februar 1786 in Aarau, Schweiz), war ein deutscher Schriftsteller. Seine in der Alten Eidgenossenschaft veröffentlichten Briefe eines Reisenden Franzosen über Deutschland fanden am Vorabend der Französischen Revolution europaweit Beachtung.

## Leben und Werk

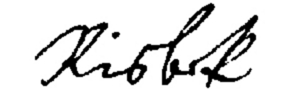
Namenszug Riesbecks.

„Freyheit zu denken, hoher Flug aller Kräfte, sind der Geist, die Natur unsers Sekulums; und diesen Schwung hemmen wollen, ist eben so viel, als einen reissenden Strom mit den Händen zurückhalten.“

Das Meiste, was über Riesbeck bekannt ist, findet sich in einem 54-seitigen Nachruf, den Johann Pezzl (1756–1823) – damals Vorleser und Sekretär des kaiserlich-königlichen Staatskanzlers Kaunitz – zwei Monate nach dem Tod des Freundes veröffentlichte.
Ein angebliches Riesbeck-Porträt zeigt in Wirklichkeit Johann Kaspar Häfeli.
Riesbecks Vater Johann Melchior (1707–1761) war laut Pezzl „ein ziemlich wohlhabender Mann, der eine kleine Manufaktur von leinenen Schnupftüchern und dergleichen Waaren hatte“. Er kam aus Soden bei Salmünster (Fürstabtei Fulda) und war der Sohn eines Tirolers. Die Mutter Maria Katharina geborene Schindling (1717–1777) stammte aus Höchst. Riesbeck hatte sieben Geschwister, von denen aber nur Maria Anna (1751–1807) das Erwachsenenalter erreichte. Mit sieben Jahren verlor er den Vater, den man gerade zum Bürgermeister vorgeschlagen hatte. Drei Wochen später schloss die Mutter eine zweite Ehe mit dem wohlhabenden Weber Matthäus Mühlfelder. Die Schwester heiratete 1770 in Höchst den italienischen Kaufmann Joseph Modest Prina.

### Katholische Aufklärung

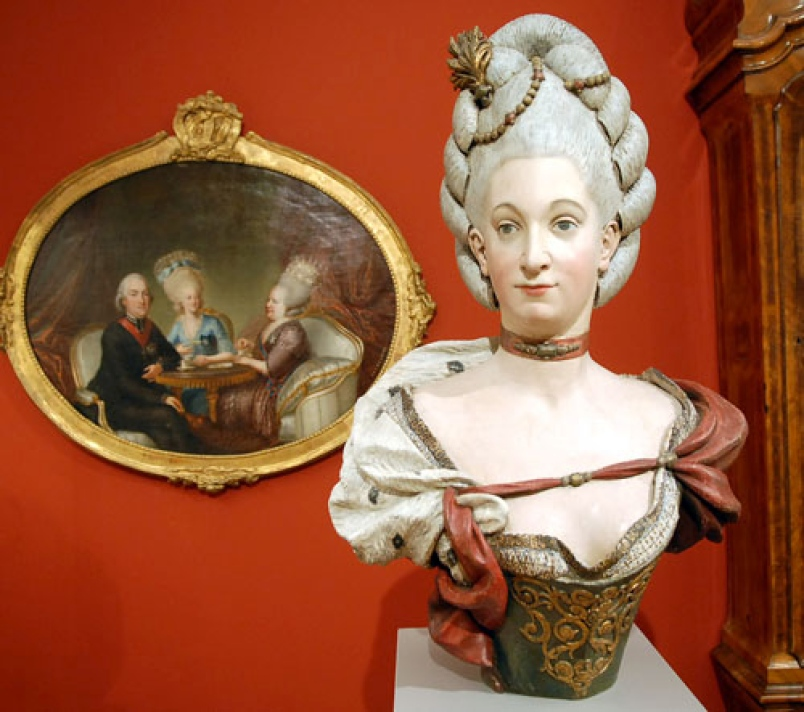
Mainz war um 1770 ein Zentrum
der katholischen Aufklärung
und eine lebensfrohe Stadt
(Landesmuseum Mainz).

Seine erste Schulbildung soll Riesbeck bei den Antonitern in Höchst erhalten haben. 1768 ist er als „grammaticus studiosus“ in Mainz nachweisbar. Laut Pezzl sollte er Geistlicher werden, zeigte dazu aber keine Lust. Stattdessen studierte er ab etwa 1770 an der Universität Mainz Jura. Von seinen Lehrern Schlör und Horix wurde er im Sinn der katholischen Aufklärung beeinflusst. Horix war ein Anhänger des Würzburger Kirchenrechtlers Barthel, der die Rechte der deutschen Fürstbischöfe gegenüber der Kurie und den Orden betonte. Während Horix später den Illuminaten beitrat, fehlen Belege für eine Mitgliedschaft Riesbecks. Hingegen wurde er unter unbekannten Umständen Freimaurer, wie Winkelmaß und Zirkel auf seinem Siegel zeigen. Kurze Zeit studierte er auch an der lutherischen Universität Gießen.
Pezzl berichtet: „Während dieser seiner Studierjahre, und besonders in den Herbstferien durchwanderte er alle benachbarte Gegenden seines Vaterlandes; den Rhein hinauf bis Straßburg, und hinunter bis Rotterdam. Auf diesen Wanderungen hatte ihm sein junger, hitziger Brausekopf verschiedene, zum Theil auch unangenehme, Abenteuer (…) zugezogen. Die Korrespondenten seines Vaters brachten aber die Sache allemal ins Geleise, und spedirten ihn wohlbehalten wieder nach Hause.“

### Sturm und Drang
Gegen Ende von Riesbecks Studien begann in Deutschland die Geniezeit. Goethe veröffentlichte den Götz von Berlichingen (1773), Lenz den Hofmeister (1774), Wagner die Kindermörderin (1776); Klinger schließlich gab der Epoche mit seinem Sturm und Drang (1776) den Namen. Die erwähnten Autoren lebten in der Nachbarschaft von Höchst, was Riesbeck ermöglichte, sie persönlich kennen zu lernen. Pezzl schreibt: „Sein empfänglicher Kopf konnte sich der nahen Glut unmöglich erwehren, fieng ebenfalls Feuer; und so schwärmte er einige Zeit in Frankfurt, Hanau, Darmstadt ec. ec. herum, machte Balladen, Mord- und Gespenster-Geschichten, und trieb Geniewesen.“ Dieser Rausch habe aber nicht lange angehalten, „ob er ihm schon eine Falte eindrückte, die er sein ganzes Leben hindurch nie wieder ganz zu verwischen vermochte.“ Riesbeck ging nach Mainz und bereitete sich auf den Staatsdienst vor. Doch die Minister Groschlag und Bentzel, auf die er seine Hoffnung setzte, verloren mit dem Tod des aufgeklärten Kurfürsten und Erzbischofs Emmerich Joseph (1774) ihre Ämter.
Riesbeck lebte nun abwechselnd in Mainz, Höchst und Frankfurt von seinem Erbe. Am letztgenannten Ort scheint er vorübergehend Sekretär des Iren Hermann Ludolf Ibbeken alias William Thompson gewesen zu sein, der Englischlehrbücher und Theaterstücke in deutscher Sprache veröffentlichte. Am Karneval von 1775 besuchte Riesbeck in weiblicher Begleitung einen Ball in Mainz. Da gab ein geistlicher Libertin „zu einer Scene Anlaß, in der Risbecks Temperamentshitze und Eifersucht bis zur derben Thätlichkeit gegen den Domherrn ausbrach.“ Dieser Zwischenfall soll ihn gezwungen haben, Mainz zu verlassen.

### Schauspieler in Wien

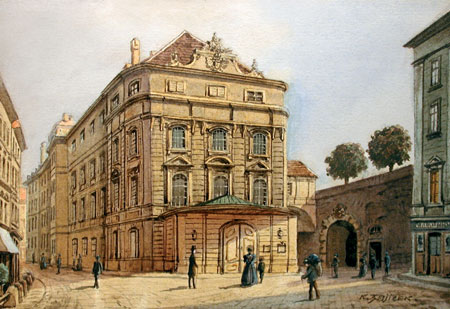
Das 1763 eingeweihte
Theater am Kärntnertor in Wien.

1775–1777 lebte Riesbeck in Wien. Laut Pezzl beabsichtigte er zuerst, „sich unter seinen dortigen Landsleuten Freunde zu machen, und sich um eine Stelle bei der Reichshofrathskanzlei zu bewerben“. Letzteres führte aber nicht zum Erfolg – sofern er den Plan nicht selbst wieder aufgab.
Pezzl fährt fort: privatisirt, schwur er endlich zum Altar Thaliens, und bestieg unter der Direktion des Hrn. Moll das Theater an dem Kärnthnerthor. Er spielte in Komödien, Tragödien, und Pantomimen: seine Rollen waren Könige, Prinzen, Minister, Liebhaber. (…) Auch schrieb er nun für die Bühne; bearbeitete ein paar englische Stücke für das deutsche Theater, so wie er auch ein paar Singspiele aus dem Französischen für ebendiesen Gebrauch zuschnitt. Auf dem Theater selbst hab ich Risbecken nicht gesehn; aber nach der Art zu urtheilen, wie er mir manchmal einzelne Stellen auf seiner Stube vordeklamirte, muß er im komischen Fach kein schlechter Schauspieler gewesen sein.“

### Privatier in Salzburg

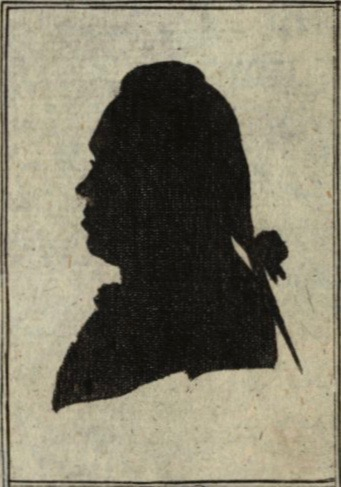
Riesbecks Freund Johann Pezzl.

In Wien machte Riesbeck die Bekanntschaft des Schauspielers Karl Starke. Laut Pezzl trieb dieser „politische Kannegießerei“ und erweckte dadurch in Riesbeck eine Neigung zum „stat(ist)ischen und politischen Studium“. Im Frühjahr 1777 hätten die beiden in Prag erfolglos über ein Engagement verhandelt. Auf der Weiterreise seien sie in Linz auseinandergegangen, wo Riesbeck darauf mehr als ein halbes Jahr als Privatier gelebt habe. In der Absicht, nach Italien zu reisen, sei er im Dezember 1777 nach Salzburg gekommen. Dort sei er dann geblieben, weil ihm „die schöne Gegend, und die wohlfeile Art zu leben“ gefallen hätten.
In Salzburg regierte der aufgeklärte Erzbischof Colloredo. Riesbeck lernte dort den zwei Jahre jüngeren Jurastudenten Pezzl kennen. Pezzl schreibt über Riesbecks damalige Situation: „Er lebte für sich, ohne alle bestimmte Beschäftigung; und da frischte er seine (…) Kenntnisse in den schönen Wissenschaften wieder auf, las fleißig die neu erscheinenden Schriften, und trieb mit mehr Eifer das statistische, politische und historische Studium. Es erschienen nach dem Tode des bayerschen Kurfürsten Maximilian eine Menge politischer Blätter. Risbeck schrieb auch ein paar, die einen ausserordentlich guten Abgang hatten. Eine(s) davon hieß ungefähr: Gedanken über das Benehmen des preußischen Hofes (…) und war die Fortsetzung einer in Wien erschienenen Schrift.“
Wahrscheinlich in Salzburg begann Riesbeck, der in jüngeren Jahren auch Gedichte verfasste, eine dramatische Posse in Versen mit dem Titel Die keusche Susanne.
Dass der Stiefvater nach dem Tod der Mutter das Elternhaus erwarb, hielt Riesbeck noch einmal zwei Jahre über Wasser. Dann teilte ihm die Schwester mit, mit der nächsten Post erhalte er zum letzten Mal Geld. Pezzl schreibt: „Also mußte er auf eigenen Erwerb denken, und wählte dazu das mühsame und undankbare Geschäft eines Schriftstellers.“

### Briefe über das Mönchswesen

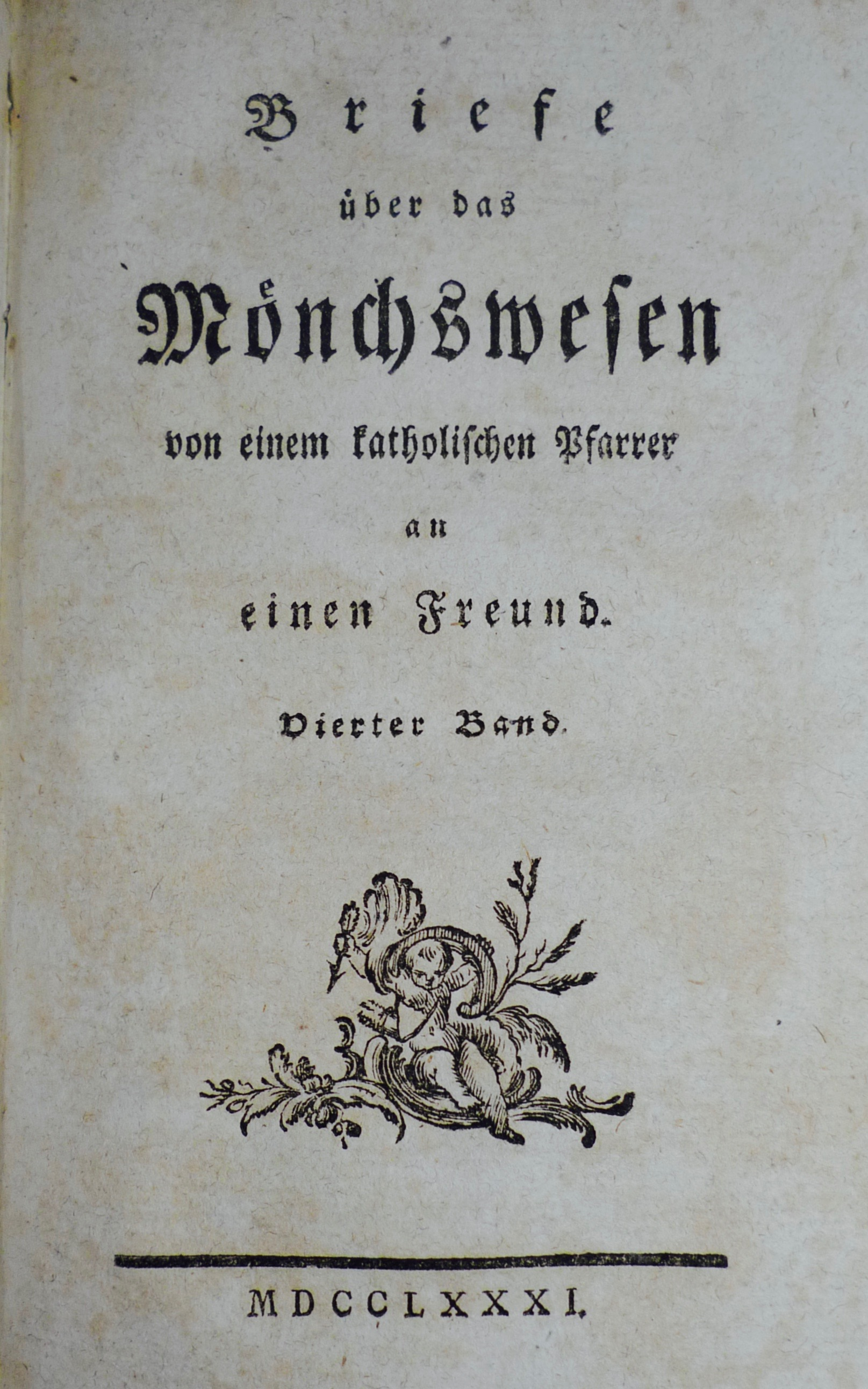
Riesbecks Fortsetzung
der Briefe über das Mönchswesen.
4. Band, (Zürich) 1781.

Laut Pezzl war es der Buchhändler Karl Friedrich Walliser, der Riesbeck auf den Gedanken brachte, eine Fortsetzung der Briefe über das Mönchswesen zu schreiben. Diese hatten bei ihrem Erscheinen 1771 Furore gemacht. Pezzl dazu: „Sie waren das erste gut geschriebene Buch in Deutschland (…) das die Betrügereien, die Habsucht, Stupidität, Faulheit, den Verfolgungsgeist der Mönche in ihrer ganzen Blöße aufdeckte (…) es veranlaßte mehr ähnliche Schriften; der Kredit der Kapuzen fieng an zu sinken; und dieß war (…) der erste Schritt zu der heilsamen Revolution, die das Mönchswesen in dem aufgeklärten Deutschland in unsern Tagen betroffen hat“. Als Autor sei allgemein Georg Michael von La Roche (1720–1788) angesehen worden, der darum das Amt des kurtrierischen Regierungskanzlers verloren habe. La Roche habe aber bloß dem wirklichen Verfasser Johann Jakob Brechter (1734–1772) die Idee und Materialien zu dem Buch geliefert.
Riesbeck nahm den Vorschlag an. Doch laut Pezzl wagte Walliser nicht, das Buch in Salzburg drucken zu lassen; „er verhandelte das Manuscript an die Buchhändler Orell, Geßner, Füßli und Kompagnie in Zürich, als die Verleger des ersten Bandes (…)“ Dies gab Riesbeck Gelegenheit, mit den erwähnten Verlegern in Verbindung zu treten. Er schlug ihnen vor, nach Zürich zu kommen, um für sie zu arbeiten. Während darüber verhandelt wurde, übersetzte er die Histoire de Zulmie Warthei einer Mademoiselle Motte.

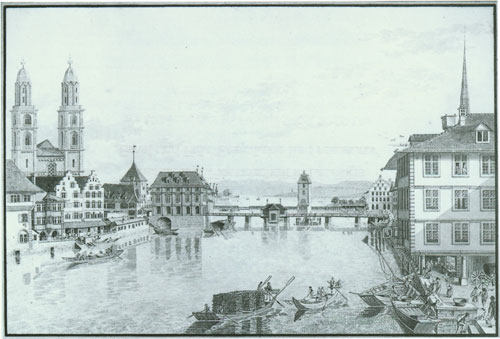
Zürich um 1780.

Wie Pezzl schreibt, zeigten die Briefe über das Mönchswesen den Zürcher Buchhändlern, „daß der Verfasser ein fähiger Kopf sey, ziemliche Kenntniße, und einen muntern, witzigen Styl in seiner Gewalt habe“. Sie stellten Riesbeck darum „auf ansehnliche Bedingungen“ ein und versahen ihn mit Reisegeld. Auf Anfang 1780 übersiedelte er nach Zürich. Er brachte eine Tuberkulose mit, die er – einer Modeströmung folgend – lange Zeit als Hypochondrie abtat.

### Zürcher Zeitung

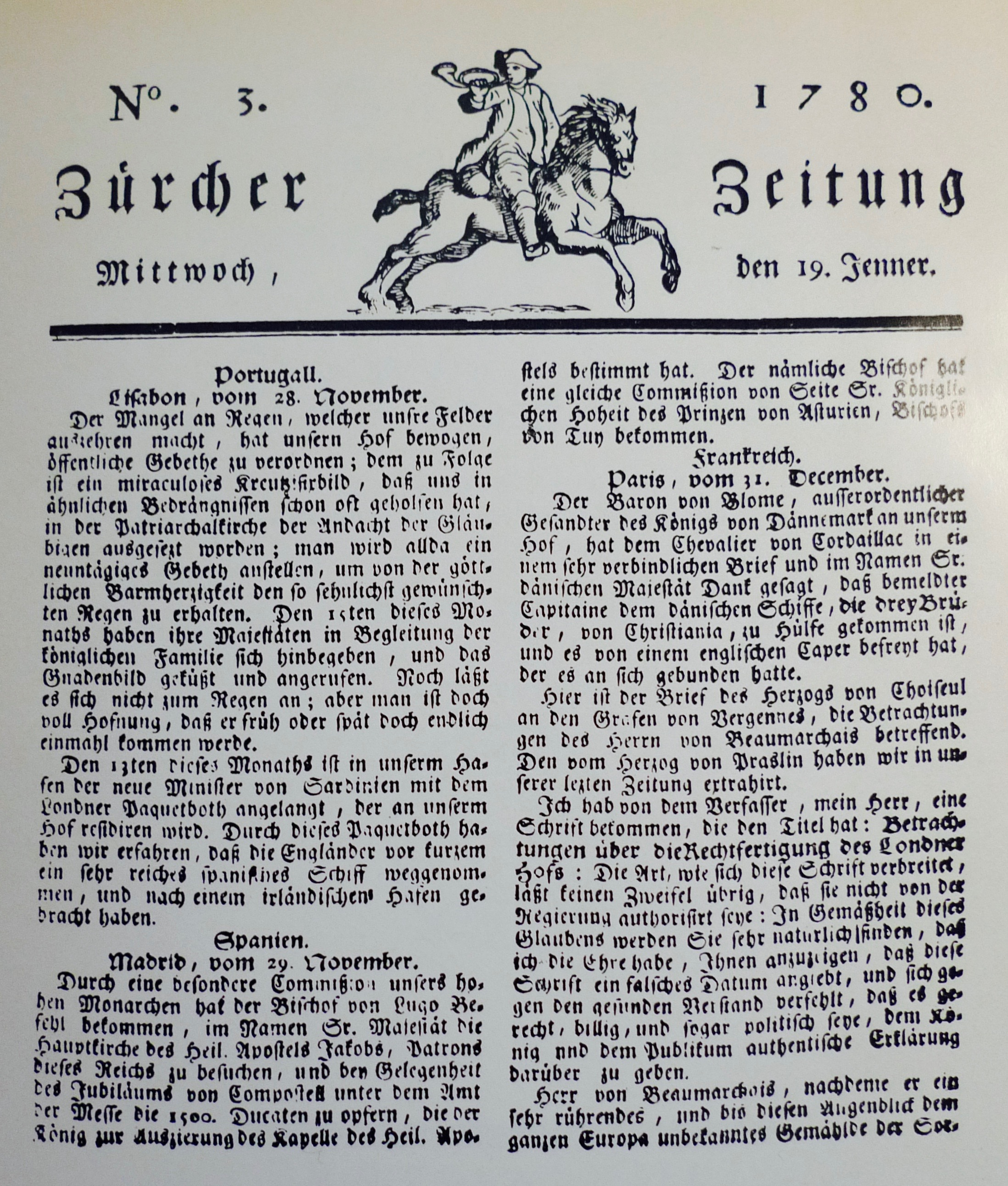
Die erste von Riesbeck redigierte Nummer der Zürcher Zeitung.

Orell, Gessner, Füssli & Cie. lancierten ein neues politisches Blatt, die Zürcher Zeitung. Pezzl berichtet: „Risbeck hatte ihnen in seinen Briefen gemeldet, daß er Sprachen könne, auch die zu einer Zeitung allenfalls nöthigen (…) Kenntniße besitze; und dieß war die Hauptursache, warum sie ihn nach Zürich gezogen hatten.“ Von einer Empfehlung Goethes, welche durch die Literatur geistert, ist bei Pezzl nicht die Rede. Dieser unterstützte Riesbeck bei der Redaktionsarbeit, nachdem er ihm im August 1780 nach Zürich gefolgt war.
Die Zürcher Zeitung brachte praktisch nur Auslandsmeldungen, die den Verlegern und der vorwiegend mit Geistlichen besetzten städtischen Zensurbehörde genehm sein mussten. Berichte über Reformen aufgeklärter Monarchen wie Friedrich II., Katharina II. und vor allem Joseph II. stellten eine indirekte Kritik an der Reformunfähigkeit der Alten Eidgenossenschaft und ihrer Protektoratsmacht Frankreich dar. Den USA prophezeite Riesbeck eine glorreiche Zukunft. Einen Bericht über die Sklaverei schloss er mit den Worten: „Was muss nicht die eine Hälfte der Menschheit leiden, damit die andere in Wollust leben kann!“ Das wenige Inländische wie Nekrologe schrieben Verleger Johann Heinrich Füssli (1745–1832) oder Geschäftsfreunde.
Das Zeitungsmachen hinderte Riesbeck nicht daran, der in Salzburg entstandenen und wie das Original anonym erschienenen Fortsetzung der Briefe über das Mönchswesen zwei weitere Bände folgen zu lassen. Über seine Arbeitsweise erzählt Pezzl: „Ich habe gesehen, wie er die Briefe über das Mönchswesen nur auf einzelne Blätter schrieb, und sie so von der Hand weg eines nach dem andern in die Druckerey gab; ja oft vom lezten bloß die lezte Phrase auf ein Papierfleckchen notirte, und nach einigen Tagen bloß von der einzelnen notirten Phrase im Zusammenhange weiter schrieb (…)“
Nebenbei übersetzte Riesbeck die Sketches of the Natural, Civil, and Political State of Swisserland (sic) von William Coxe (London 1779) und die Description des Alpes pennines et rhétiennes von Marc-Théodore Bourrit (Genf 1781). So verdiente er mehr als vereinbart.

### VonLimmat-Athenenttäuscht
In anderer Hinsicht aber enttäuschte ihn Athen an der Limmat, wie Zürich gelegentlich genannt wird. Wenige Monate nach seiner Ankunft ließ die herrschende Zunft-Oligarchie einen ihrer Gegner, den Statistiker Johann Heinrich Waser, enthaupten, was die Stadt international in Verruf brachte. Riesbeck erhielt vom Verlag den Auftrag, das Register zum Historisch diplomatischen Jahrzeitbuch des Hingerichteten (Zürich 1780) zu vollenden. Der Justizmord an Waser dürfte dazu beigetragen haben, dass er – mit Pezzls Worten – den Glauben an die „so hochgerühmten schweitzerischen Götzen, die da sind: Freiheit, Offenherzigkeit, Unschuld der Sitten, Gleichheit der Stände, Uneigennützigkeit, Biedersinn ec. ec.“ verlor.
Dem Berner Karl Viktor von Bonstetten schrieb Riesbeck: „Der Geist von Zürich ist schwerfällig, finster, zurükhaltend und hauptsächlich auf den Gewinn des täglichen Brodtes angestrengt. Selbst gegen die so starken Reitze der Gegend um die Stadt ist er größtentheils fühllos.“ Es gab kein Theater, nicht einmal gemischte Gesellschaften. Pezzl formuliert: „Sie sperren ihre Weiber und Töchter ein, wie die Türken (…)“ Riesbeck habe zuerst in einem kleinen Kreis pfeifenrauchender Geistlicher verkehrt, dann bloß noch im Haus des „in jedem Betracht liebenswürdigen Dichter Geßners“ (sic). Außer dem Aufklärer Johann Jakob Steinbrüchel (1729–1796) und dem Regimekritiker Leonard Meister (1741–1811) hätten die übrigen Zürcher armen Fremden gegenüber „eine beinahe beleidigende Gleichgültigkeit und Geringschätzung“ gezeigt. Wäre Riesbeck dazu gekommen, geplante Briefe über die Schweitz zu schreiben, hätten diese ein unvorteilhaftes Bild des Landes gezeichnet. Bald habe er ans Weiterziehen gedacht: „Er machte erst einen Plan nach Wien; dann nach Paris, wo er Büschings, Tozens, Schlözers, Dohms Schriften für die Franzosen umarbeiten, und ein französisches Journal nach dem Muster von Schlözers Briefwechsel anlegen wollte.“

### Briefe eines Reisenden Franzosen

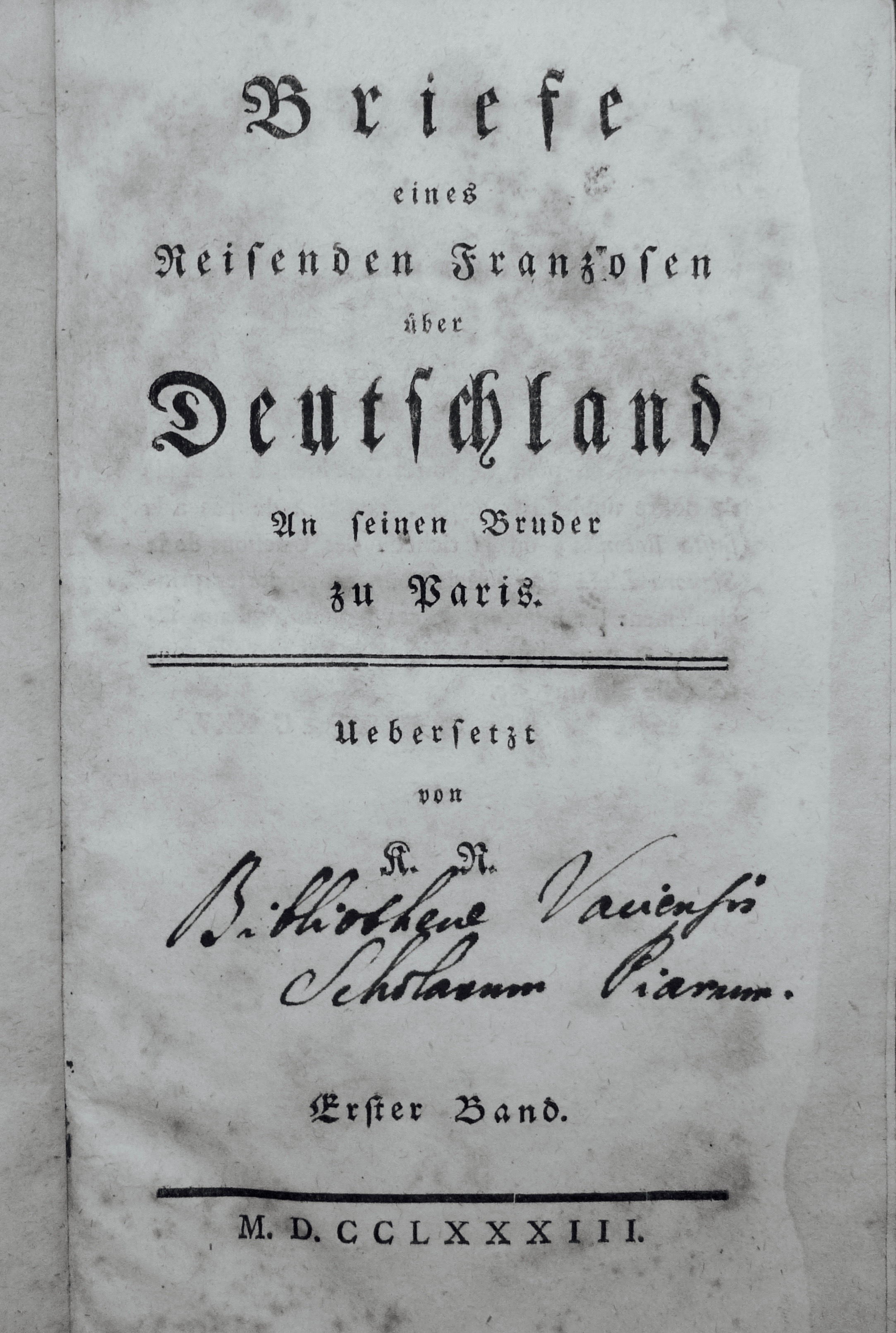
Erstausgabe der Briefe
eines Reisenden Franzosen. 1. Band, (Zürich) 1783.

1783 erschien bei Orell, Gessner, Füssli & Cie. Riesbecks Hauptwerk: Briefe eines Reisenden Franzosen über Deutschland. An seinen Bruder zu Paris. Uebersetzt von K. R. Riesbeck schrieb es laut Pezzl, „um sich füglich zur Reise, wo sie immer hingehen würde, zu rüsten“. Wenn er auch Erinnerungen an die Reisen seiner Jugend einarbeitete, handelt es sich doch weitgehend um eine Auswertung fremder Berichte. Die Buchform und die Anonymität entbanden ihn vom Zwang zur Kürze und zur Zurückhaltung, dem er als Zeitungsmacher unterworfen war. Pezzl berichtet, anfangs habe Riesbeck eine trockene, systematische Faktensammlung vorgeschwebt. Dann aber seien die mit leichter Hand verfassten Voyages en différens pays de l’Europe von Carlantonio Pilati di Tassullo (1733–1802) sein Vorbild geworden.
Pezzl fährt fort: „Indessen hatte seine Gesundheit sehr abgenommen, wozu Melankolie, Gram, und verschiedene unangenehme kleine häusliche Vorfälle das ihrige reichlich beigetragen hatten. Er entschloß sich also, noch vor Vollendung der Briefe über Deutschland von Zürich weg, und auf ein ganz einsames Landhaus zu ziehen.“ Es handelte sich wohl um das Forsthaus in Sihlwald bei Zürich, wo Gessner jeweils im Sommer das Amt des Sihlherrn ausübte. Laut Pezzl rieten Riesbecks Freunde aber von einem solchen Rückzug in die Einsamkeit ab, „weil ihm gesellschaftlicher Umgang zur Erhaltung seiner Gesundheit und Munterkeit das unentbehrlichste Bedürfniß war. Statt dem Lande schlug man ihm also vor, ein kleines Städtchen zu wählen, wo er die städtische und ländliche Lebensart und Luft im Nothfall mit einander verbinden könnte. Also zog er zu Ende des Monats Januar 1783 nach dem Städtchen Arau, im Kanton Bern (…)“
Wohl aus Rücksicht auf seinen Arbeitgeber Kaunitz unterschlägt Pezzl, dass Österreichs Verbündeter Frankreich gegen die Berichterstattung der Zürcher Zeitung protestiert hatte. Offenbar nahm Zürichs Rat eine Beschwerde der französischen Diplomatie zum Anlass, Riesbeck zum Verlassen der Stadt aufzufordern. Mit der Übersiedlung nach Aarau trennten sich seine Wege von jenen Pezzls.

### Im oppositionellen Aarau

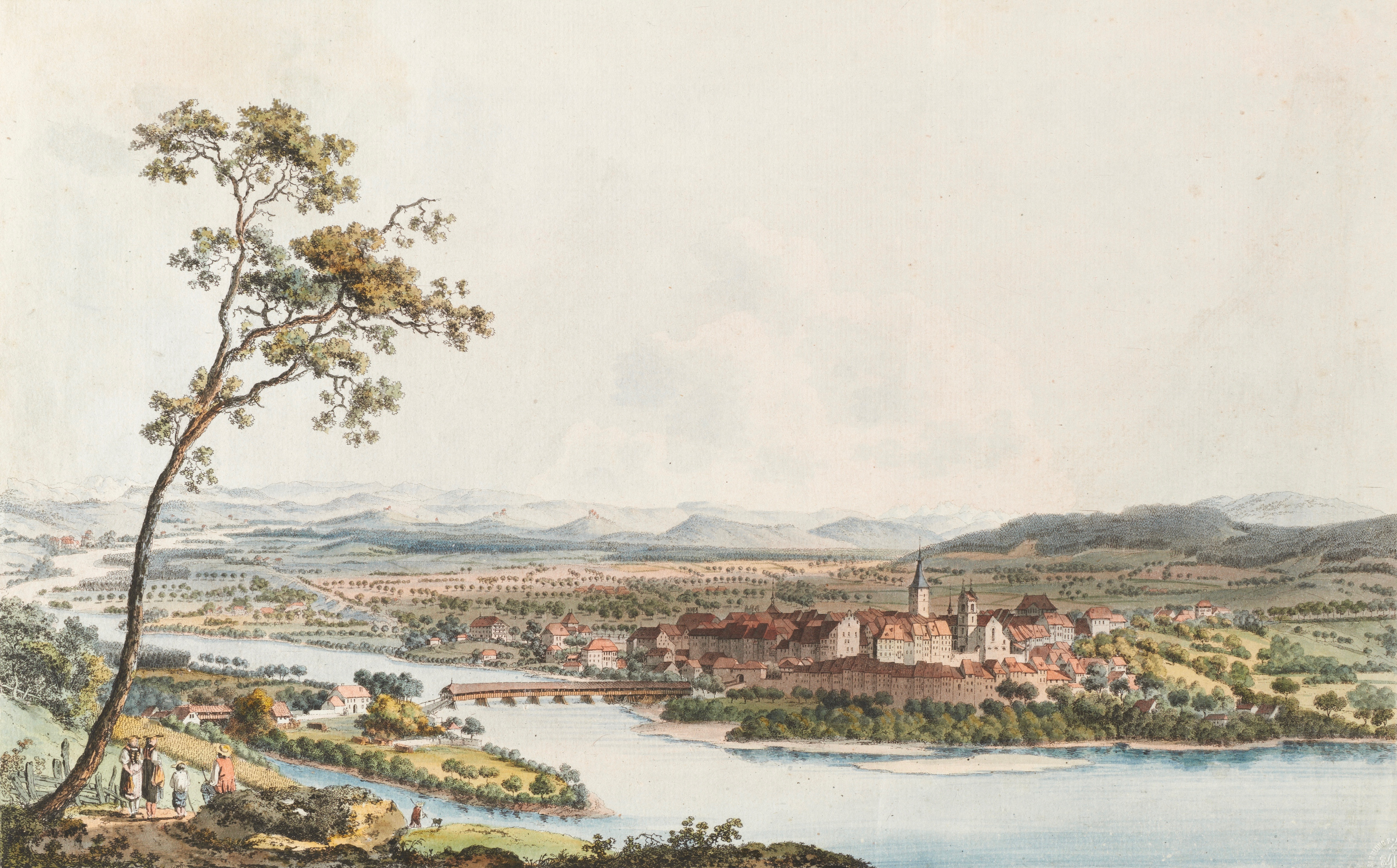
Gabriel Lory/Marquard Wocher: Aarau von Westen, 1786.

Pezzl schreibt: „Die Lebensart der Berner ist um vieles geselliger und munterer als jene der Zürcher. Risbeck fand sich also in Arau anfangs wieder ziemlich vergnügt und munter.“ Dazu dürfte beigetragen haben, dass sein Zufluchtsort ein Zentrum der Opposition gegen das Ancien Régime war. In Kost war Riesbeck vom März 1783 bis zu seinem Tod beim ersten Pfarrer von Aarau, Dekan Johann Jakob Buess (1724–1786). Im Helfer (Diakon) des Aarauer Kapitels, Martin Imhof (1750–1822), gewann er einen Freund.
Riesbeck konnte weiterhin für Orell, Gessner, Füssli & Cie. arbeiten. Zunächst vollendete er in Aarau die Briefe eines Reisenden Franzosen. Im ersten Band beschreibt er Süddeutschland und Österreich: Stuttgart (S. 1–39), Augsburg (S. 40–78), München (S. 78–150), Salzburg (S. 150–216), Passau (S. 217–230), Linz (S. 230–241). Die Hälfte des Raumes ist Wien gewidmet (S. 241–550). Im zweiten Band folgt Norddeutschland: Dresden (S. 3–48), Leipzig (S. 48–115), Berlin (S. 116–268), Hamburg (S. 268–326), Hannover (S. 326–337), Kassel (S. 337–361), Würzburg (S. 362–380), Frankfurt am Main (S. 381–395), Mainz (S. 396–495), Köln (S. 496–539). Entsprechend dem damaligen Deutschland-Begriff sind auch Städte beschrieben, wo nicht oder nur teilweise Deutsch gesprochen wurde, nämlich Prag (1. Band, S. 550–598), Amsterdam (2. Band, S. 539–569) und Ostende (2. Band, S. 569–587).
Bonstetten schwärmte über den ersten Band: „Endlich ein vortreffliches deutsches Buch, in allen Absichten vortrefflich (…)“ Es sei würdig, Montesquieus Lettres persanes an die Seite gestellt zu werden. Doch nach der Lektüre des zweiten Bandes schränkte Bonstetten ein, Riesbeck sei zwar ein Mann von Geist, aber kein Genie. Die Norddeutschen hatten rasch heraus, dass der angebliche Franzose gar nie bei ihnen gewesen war. Pezzl schreibt über Riesbecks Werk: „Es herrscht ein munterer, witziger Ton darin, der zwar manchmal auch zu bitter wird, und die Wahrheit der Satyre, oder einem epigrammatischen Einfall aufopfert. Ein aufmerksamer Leser merkt es dem Buch leicht ab, wo der Verfasser persönlich gewesen ist oder nicht. Im ersten Fall ist er sehr genau in Beschreibung des Lokalen, und malt einige Gegenden, wie z. B. die am Rhein, und die Donaufahrt vortrefflich. Im zweiten Fall hat er von Freunden und Büchern geborgt, und füllt die Lücken der Lokal-Beschreibungen mit zum Theil paradoxen, zum Theil aber sehr scharfsinnigen Reflexionen und Räsonnements aus. Unleugbar ist es, daß es dem Buche hie und da, besonders wo es auf Zahlen ankömmt, sehr an Genauigkeit fehle; auch, daß Risbeck hie und da aus Partheilichkeit oder kleiner alter Rachsüchteley sehr wider seine eigne Ueberzeugung geschrieben habe, wie ich aus ganz sicherer Quelle weiß (…)“
Über die Rezeption des Werks sagt Pezzl: „Unter den litterarischen Produkten des Jahrs 1783 haben wenige so viel Aufsehn und Lärmen gemacht; sind so allgemein durch ganz Deutschland gelesen, und so verschieden aufgenommen und beurtheilt worden, wie die Briefe des reisenden Franzosen.“ Sie wurden umgehend in mehrere Sprachen übersetzt. Auch erschienen zahlreiche Nachahmungen, angebliche Fortsetzungen und Gegenschriften.
Der nächste Auftrag des Verlags war eine volkstümliche Geschichte der Deutschen, der Riesbeck die gleichnamigen Werke von Schmidt und Hegewisch zu Grunde legte. Nebenbei übersetzte er Jonathan Swifts  religions- beziehungsweise gesellschaftskritische Satiren Das Märchen von der Tonne (London 1704) und Gullivers Reisen (London 1726) neu – Arbeiten, die ebenfalls erst nach seinem Tod erschienen.

### Unerbittliche Tuberkulose

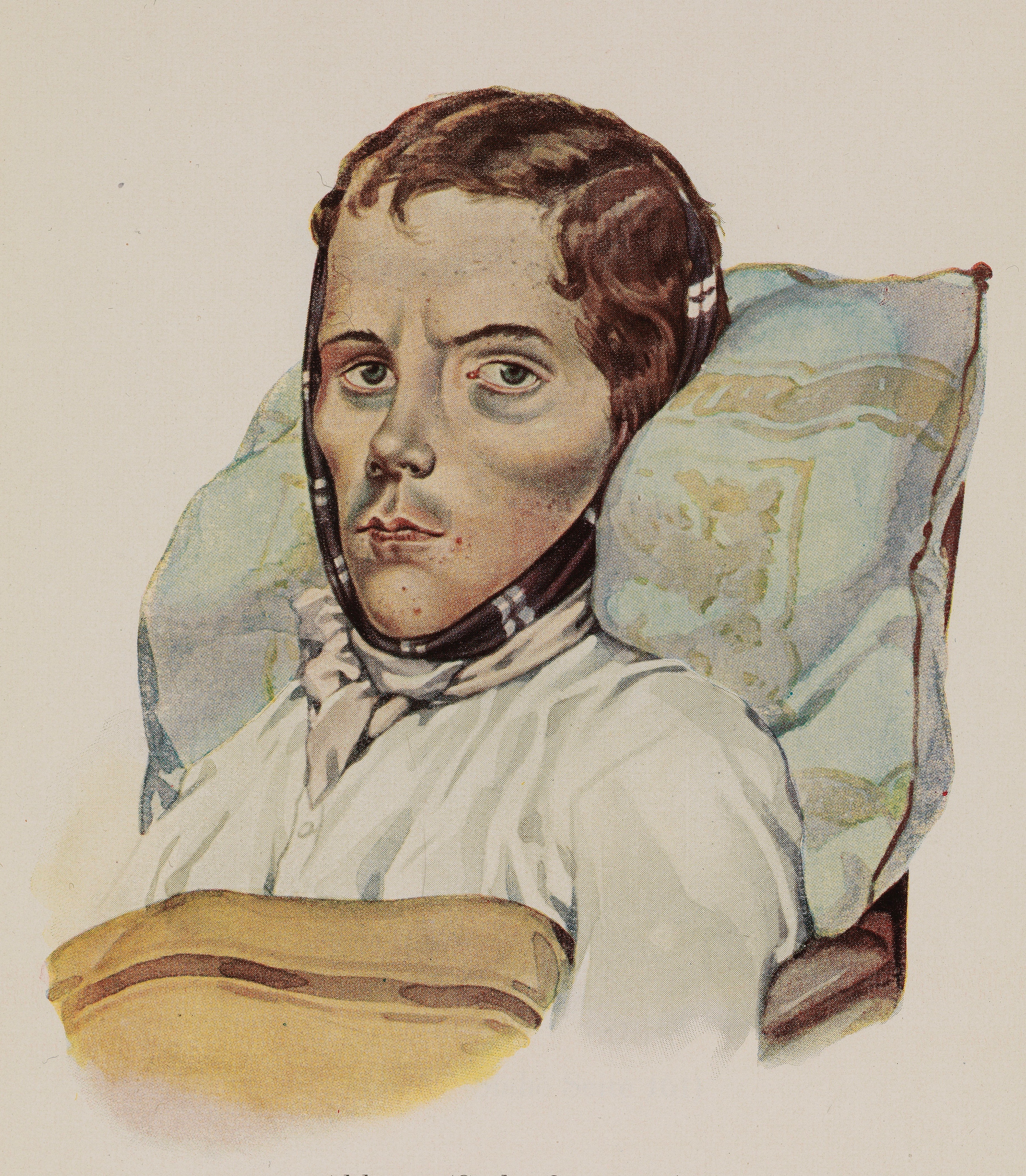
Schwindsüchtiger, 1839 (Karl Sandhaas).

Pezzl fährt fort: „Die ersten Zerstreuungen, welche ihm die Abänderung seines Aufenthalts gewährt hatte, waren nach einigen Monaten wieder vorüber. Nun traten abermal Schwermuth, Unzufriedenheit mit seinem Schicksal und seinem Aufenthalt, und noch andere häusliche Unannehmlichkeiten und Widerwärtigkeiten ein (…)“ Seit Anfang 1784 besaß Riesbeck nach eigenen Aussagen fast keine Kraft zum Arbeiten mehr. In den folgenden zwei Jahren hatte er – Zitat – „wenigstens 30 verschiedne Fieber, worunter einige mich auf mehrere Wochen ins Bett warfen. Keine einzige Stunde war ich ohne Husten oder Schnuppen.“ Zur Symptombekämpfung ließen ihn die Ärzte schwitzen.
1784 und 1785 nahm Riesbeck als Gast an den Jahresversammlungen der Helvetischen Gesellschaft in Olten teil. Im letztgenannten Jahr suchte er „einen vesten Platz in Deütschland“. Im Zusammenhang damit begann er Briefe über Fürstenpflichten, die er dem (als Lebemann bekannten) künftigen Preußenkönig Friedrich Wilhelm II. widmen wollte. Im März bat er Bonstetten, für den er aus dem Französischen übersetzte, um einen Kredit und durch Imhof Verleger Füssli um einen Vorschuss. Laut Imhof war er hauptsächlich durch seine Krankheit in finanzielle Bedrängnis geraten, obwohl er äußerst bescheiden lebte. Das erwähnte Geld erhielt er. Doch nach einem Besuch in Aarau schrieb Bonstetten an Füssli: „Mit R. bin ich gar nicht zufrieden. Das Liebchen im haus wo er gast ist will mir gar nicht gefallen (…)“ Wegen seines Lebenswandels distanzierte sich auch Pezzl von ihm.
In einem Dankesbrief an Bonstetten schreibt Riesbeck 1785: „Die ersten Frühlingstage thaten mir nach dem traurigen Winter so wohl, daß ich verschiedne Freünde auf dem Land besuchte. Noch nie hatte ich es so nöthig, neüe Kräfte zum Leben zu sammeln.“ Anderen klagte er, ein katholischer Pfarrer – ehemals Mitglied des Jesuitenordens, der von Papst Clemens XIV. 1773 aufgehoben worden war – wolle ihn vom Fricktal aus in Aarau und Bern „gehäßig machen“ und finde mit seinen Anschwärzungen „in verschiedenen wichtigen Häusern“ Gehör. Dem Verlag verübelte er „die harte Art, womit mir mein ohnehin saures Schriftsteller Leben noch mehr verbittert wird“. Im Sommer nahm er nach eigenen Angaben noch an einer „kleinen Alpenreise“ über Furka, Grimsel und Brünig teil.

### Erschütternde Selbstzeugnisse

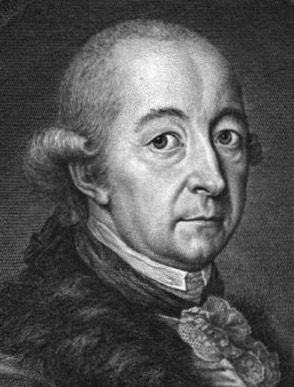
Riesbecks letzte Hoffnung: Dr. Johannes Hotze (Lavater: Essai sur la physiognomie).

Ende Jahr berichtete Riesbeck dann dem Geschäftsführer von Orell, Gessner, Füssli & Cie., Johann Heinrich Heidegger (1738–1823), im September habe man ihn 16 oder 17 Tage in einem fort schwitzen lassen. Seit November spucke er Eiter. Er habe nur noch bis Februar oder März zu leben. Vom Aarauer Arzt Johann Heinrich Pfleger (1756–1808) falsch behandelt, habe er sich an den international bekannten Johannes Hotze in Richterswil gewandt. Er bat Heidegger, ihm mit Füssli, Steinbrüchel und anderen Freunden privat Geld zu leihen, damit er fällige Zahlungen leisten könne. Laut Riesbeck antwortete ihm Heidegger, „die Handlungsgesellschaft wäre aüßerst gegen mich aufgebracht, weil ich die Geschichte der Deutschen nicht fortsetzte, und er für sich habe kein Geld wegzuwerfen“. Nachdem Riesbeck diesen Brief erhalten hatte, spuckte er nach eigenen Angaben „5 bis 6 Mäuler voll“ Blut.
Ein ungenannter Mäzen wollte ihm einen Aufenthalt bei Hotze bezahlen. Dort hoffte er noch den Sommer 1786 erleben und die Fürstenpflichten abschließen zu können. Doch seine Schulden hielten ihn in Aarau fest. An Füssli schrieb er: „Nun stehn mir ohne Ihre Hilfe nur zweÿ einzige Wege offen. Entweder muß ich in das hiesige Spital (in dessen Funktion als Schuldgefängnis) gehen, in einem feüchten, finstern Loch, ohne Pflege und Nahrung verschmachten, mein Bißgen Kleidung öffentlich versteigern und meinen Namen in den Zeitungen infamiert (für ehrlos erklärt) sehn; oder ich muß mich selbst umbringen.“ Füssli antwortete ihm nicht, auch nicht, als Riesbeck um eine einzige Zeile bat. In Bern, wo er Freunde wie den schriftstellernden Ratsherrn Franz Rudolf Weiss (1751–1818) hatte, sprengte man aus, er sei gar nicht der Verfasser der Briefe eines Reisenden Franzosen. Pezzl schämte sich nicht, Heidegger zu schreiben: „Der (Riesbeck) bleibt auch seinem Karakter getreu. Schändlig ist, dass er sich so aufführt. Ich vermuthe leider! daß, wenn man ihn hundertmal aufs trokne bringt, er doch immer wieder der Alte seyn wird. Schreiben Sie mir den Ausgang der Tragödia.“
Riesbecks letzter Wunsch war, dass der Verlag seine Bettelbriefe nicht veröffentliche und keinen Aufruf an seine Gläubiger erlasse. Über seinen Lebenswandel schrieb er im Angesicht des Todes: „Ich war verschloßen in mich, einsam und finster. Spatziergänge waren eine Art Fieber für mich, abwechselnd mit Entzükung und der stiersten Vergrabung in mich selbst. Zerstreüen konnte ich mich nicht, als in der Gesellschaft, wo ich gleich mit gleichem und ungenirt war. Daß ich es nicht manchmal übertrieb, das läugne ich nicht (…) Auf allen andern moralischen Gränzen geschah das nämliche. Nur wurde ich gewiß größtentheils unschuldig (…) für debauchirt (liederlich) ausgeschrieen. Besoffen, daß ich nicht ganz meiner Handlungen wie gewöhnlich mächtig gewesen wäre, hat mich gewiß niemand gesehn (…)“

### Auf dem Schindanger verscharrt?

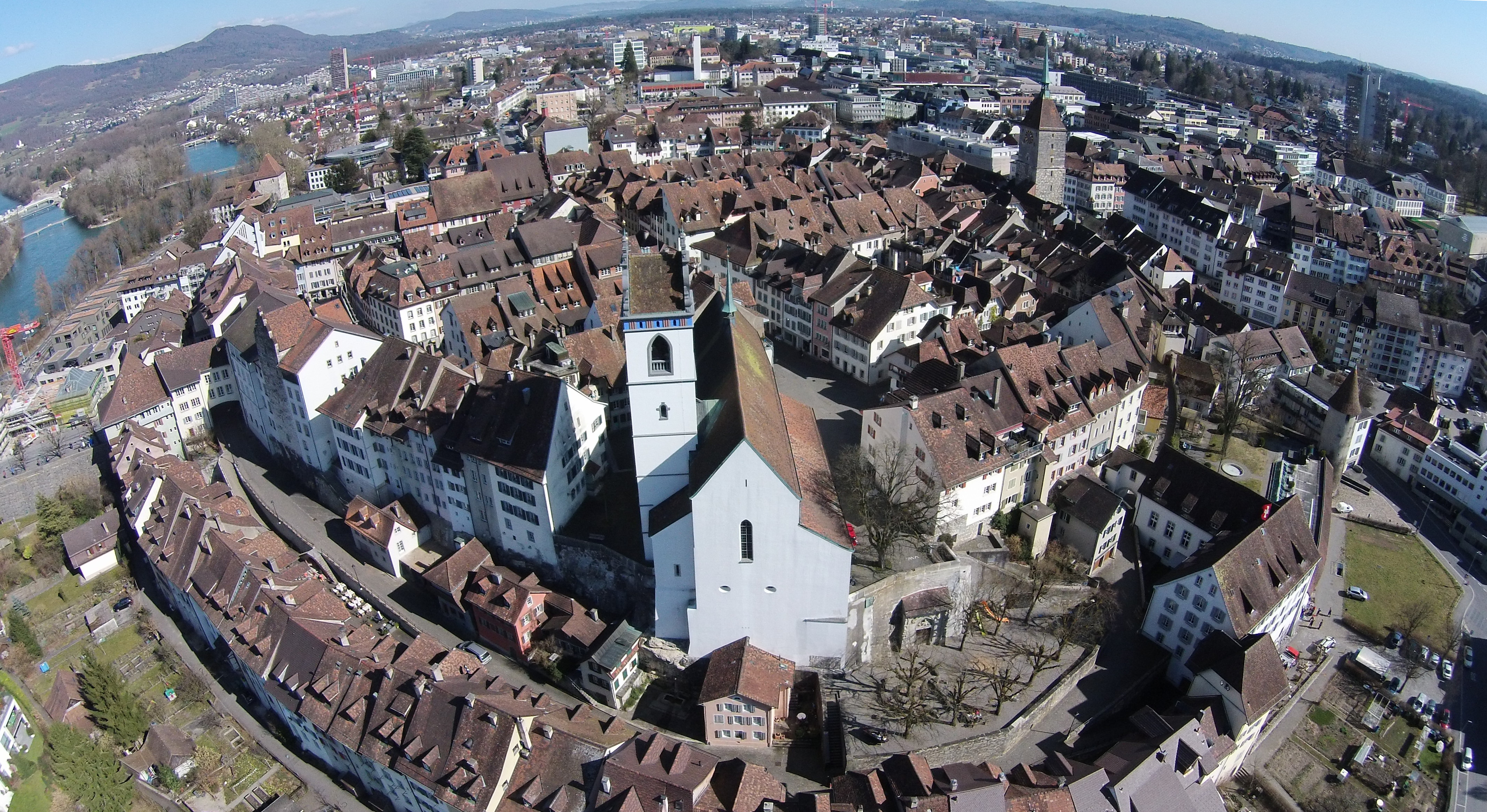
Stadtkirche Aarau (im Vordergrund): Entgegen ausgestreuten Gerüchten bestattete die reformierte Stadt den katholischen Fremden in allen Ehren.

Ein Aarauer Freund berichtete Imhof, der nun Pfarrer in Wattwil war: „Risbek besizt eine solche Seelenruhe, die seiner würdig ist – ich scheide ruhig und gelassen von dieser Welt – mein Gewißen überzeügt mich, keinen Menschen vorsezlich beleidigt zu haben, mir war ich allein Feind.“ Bei seinem Tod zählte Riesbeck erst 32 Jahre. Seine Hinterlassenschaft ließ Dr. Pfleger wegen seiner unbezahlten Rechnungen unter Arrest stellen.
Von Vorderösterreich aus wurde verbreitet, kein katholischer Pfarrer aus der Nachbarschaft sei bereit gewesen, Riesbeck zu bestatten. Darauf hätten ihn die protestantischen Aarauer „auf dem Schindanger verscharren“ lassen. Der Oberrheinische Hinkende Both aus Kehl rief Aarau auf, „das Schimpfliche dieser Erzälung baldigst zu widerlegen“. Darauf ließ die Stadt eine Gegendarstellung verfassen, in der es heißt: „Sein Leichenbegleit war eines der ansehnlichsten, und bestund aus mehr als 100 Herren, Bürgern und Fremden, so sich allhier aufhalten; Er wurde zu Grabe getragen von 8 seiner Freunden, angesehenen Einwohnern dieser Stadt, geist- und weltlichen Standes; seine Beerdigung geschah unter öffentlichem Geläut, und Abhaltung des gewöhnlichen Gottesdiensts. Seine Leiche wurde in der gleichen Reihe beygelegt, wie bey uns gegen den Vornehmsten wie gegen den Geringsten gebräuchlich ist.“ Schultheiß und Rat gingen so weit, demjenigen 100 Louis d’or zu versprechen, der diese Angaben widerlegen könne. Auch wurde ein Brief veröffentlicht, den Riesbecks Kostgeber Buess der Schwester des Verstorbenen geschrieben hatte und aus dem hervorgeht, dass der Pfarrer selber „als Hausvatter mit aufrichtigen Tränen“ den Leichenzug angeführt hatte. Der Aarauer Philanthrop Johann Rudolf Meyer übernahm Riesbecks Schulden.
Die Monatlichen Nachrichten aus der Schweiz zitierten aus der Leichenpredigt die von Imhof verfassten Personalia: „Wer ihn im vertrauten Umgang, der für jedermann lehrreich war, kannte, mußte ihn lieben und schätzen. Er war frei von Stolz und Eigenliebe, obgleich seine Werke, als Meisterstücke in ihrer Art, ihm ein allgemeines Lob zuzogen. (…) Mit frohem Geist, mit wahrer Heiterkeit vernahm er die Nachricht, daß seine Laufbahn, die er erst recht anzutreten und darauf nützlich zu werden hoffte, bald zu Ende sein werde.“
Pezzl berichtet: „Risbeck war von mittelmäßiger Größe, schmächtig, und gut gebaut. Er hatte ein offnes, sprechendes Gesicht, mit einer hohen gewölbten Stirne, und überhaupt eine etwas romantische Physiognomie; einen agilen (beweglichen) Körper, leichte Manieren, und sehr guten Anstand. (…) In seinem Umgang war er ausserordentlich lebhaft, gesprächig und witzig. Er war im Stande, eine ganze Gesellschaft aufzumuntern und bey guter Laune zu erhalten. (…) Er liebte Scherz, Schmauß, und Freude; und war, wie jeder Mann von Geist, ein eifriger Verehrer des schönen Geschlechtes. Eine starke Dosis Leichtsinn hieng ihm bis an sein Ende an, welches seine ökonomischen Umstände manchmal in grosse Verwirrung brachte. (…) Uebrigens war er ein guter, wohlthätiger, verträglicher Mann, der keine Seele beleidigte, sich in alle Gesellschaften schicken, und alles mitmachen konnte, was zur Ermunterung seines Zirkels diente. Schade! daß er gar zu geschwinde lebte, und sich dadurch seine Tage zu sehr kürzte.“
In einer Sammlung von Biografien, die der in Bern tätige Johann Georg Heinzmann in Riesbecks Todesjahr herausgab, heisst es: „(…) die redlichen Schweitzer, die zu nächst an seinem Grabe weinen, beklagen den Menschenfreund und Weisen. Sanft ruhe seine Asche im Schooße der Freiheit!“ Johann Georg Meusel äußerte lakonisch: „Sein Tod ist Verlust für Aufklärung.“

## Schriften
- Briefe über das Mönchswesen von einem katholischen Pfarrer an einen Freund. 2. Band, (Zürich) 1780; 3. Band, (Zürich) 1780; 4. Band, (Zürich) 1781. (2: 90054512 im VD 18.; 3: Digitalisat; 4: Digitalisat)
- Zürcher Zeitung. 19. Januar 1780–Januar 1783.
- Briefe eines Reisenden Franzosen über Deutschland. An seinen Bruder zu Paris. Uebersetzt von K. R. 2 Bände, (Zürich) 1783.[130] (1: Digitalisat; 2: Digitalisat)
- Lettres sur l’Allemagne. Vienne 1787.[131] (Digitalisat)
- Travels through Germany, in a series of letters; written in German by the Baron of Riesbeck (sic).[132] 3 Bände, London 1787 (1: Digitalisat; 2: Digitalisat; 3: Digitalisat); 2 Bände, Dublin 1787.
- Voyage en Allemagne, dans une suite de lettres, par M. le Baron de Riesbeck, traduites de l’anglois. Mit Porträts, Plänen und Karten. 3 Bände, Paris 1787.[133]
- Joh. Kaspar Risbeks, Verfasser der Reise eines reisenden Franzosen durch Deutschland, Geschichte der Deutschen. 1. Band, Zürich 1788.[134]  (Digitalisat)
- Bref, rörande Tyskland, skrifne af en resande fransos til sin broder i Paris. 2 Teile, Götheborg 1789.[135]

## Übersetzungen
- (Mademoiselle Motte:) Die Großmuth edler Herzen (Erzählungen für fühlende Herzen, 2. Bändgen). Frankfurt/Leipzig (= Salzburg) 1779. (10685561 im VD 18.)
- William Coxe: Briefe über den natürlichen, bürgerlichen und politischen Zustand der Schweitz. Zürich 1781. (Digitalisat)
- Mark Theodor Bourrit: Beschreibung der Penninischen und Rhätischen Alpen. Zürich 1782. (Digitalisat)
- Dr. Jonathan Swifts Mährchen von der Tonne. Eine neue Uebersetzung mit Erläuterungen von dem Verfasser der Briefe eines reisenden Franzosen. Zürich 1787. (Digitalisat)
- Lemuel Gullivers Reisen zu verschiedenen entfernten Nationen. Aus dem Englischen des D. Jonathan Swift neu übersetzt von dem Verfasser der Briefe eines reisenden Franzosen durch Deutschland. Zürich 1788. (Digitalisat)